# Upplands runinskrifter 934
Upplands runinskrifter 934 är en runsten som togs fram ur grunden till Uppsala domkyrka år 1866. Den är nu jämte sex andra runstenar placerad utanför kyrkan. Dess ursprungliga plats är okänd.
Runstenen är 1,58 meter hög och 1,08 meter bred. Runhöjden är 9-11 centimeter.
Inskriften börjar på den vänstra slingan längst ner och går uppåt, vänder och fortsätter ner på den högra slingan. En översättning följer nedan:

## Inskriften
Runor: ᚦᚬᚱᛁᛦ᛫ᛅᚢᚴ᛫ᚱᚤᚦᛁᚴᚱ᛫ᛅᚢᚴ᛫ᚴᛅᚱᛚ᛫ᚦᛅᛁᛦ᛫

Runsvenska: þoriR * auk * ryþikr * auk * karl * þaiR * 

Nusvenska: "Tore och Rörik (?) och Karl, de bröderna..."